# Amadou Haya Sanogo
Pour les articles homonymes, voir Sanogo.
Amadou Haya Sanogo (), est un militaire et homme d'État malien né le 30 novembre 1972 à Ségou. Il prend la tête du coup d'État du 22 mars 2012 fomenté contre le président Amadou Toumani Touré.

## Biographie

### Origines et formation
Amadou Haya Sanogo est né à Ségou en 1972, dans une famille de sept enfants. C'est à Ségou qu'il passe ses premières années avant d'intégrer le Prytanée militaire de Kati. Il reçoit une formation militaire approfondie aux États-Unis entre 2004 et 2010, tout d'abord dans une base de l'Armée de l'air à Lackland au Texas, puis une formation d'officier du renseignement à Fort-Wachica en Arizona, enfin d'août 2010 à décembre 2010 dans le cours de formation des officiers d'infanterie de l'Armée de terre à Fort Benning en Géorgie.

### Coup d’État de 2012
Capitaine de l'armée malienne et professeur d'anglais au Prytanée militaire de Kati, à la suite du coup d'état du 22 mars 2012, il s'empare du pouvoir et devient président du Comité national pour le redressement de la démocratie et la restauration de l’État (CNRDRE) devenant chef de l'État selon les termes de l'ordonnance no 0001 du CNRDRE portant Acte fondamental de l’État du Mali du 26 mars 2012.
Ses premières mesures ont été de suspendre les institutions ainsi que la Constitution, d'établir un couvre-feu et de fermer les frontières. Le 1er avril 2012 cependant, il annonce le rétablissement de la Constitution malienne de 1992 et des institutions, conséquence de la pression internationale et de l'avancée des rebelles au nord-est du Mali. Néanmoins, il précise que le CNRDRE demeure l'autorité suprême du pays.
Une médiation est menée avec les putschistes du Comité national pour le redressement de la démocratie et la restauration de l’État sous l'égide de la Cédéao et du Burkina Faso, aboutissant à un accord le 6 avril 2012. Le capitaine Sanogo est donc contraint par les pressions internationales à rétablir les institutions démocratiques qui prévoient que l'intérim de la présidence de la République revienne au président de l'Assemblée nationale (Dioncounda Traoré) et remet le pouvoir aux civils, le 12 avril 2012, à la suite de démission de l'ex-président de la République Amadou Toumani Touré, survenue le 8 avril. Amadou Haya Sanogo sera donc resté 20 jours chef de l'État malien de facto. Pendant cette période, le MNLA a conquis militairement l'entière moitié nord du Mali et déclaré l'indépendance de l'Azawad.

### Transition
Il demeure, après sa remise du pouvoir, une autorité puissante dirigeant une importante partie de l'armée, recevant personnalités politiques et journalistes à Kati. Le CNRDRE procède à des arrestations d'anciens militaires et d'hommes politiques dans la semaine du 16 avril et le 17 avril, Amadou Sanogo intervient à la télévision d'État pour annoncer le bilan des opérations judiciaires en cours. Il semble alors que la junte n'a laissé qu'en apparence le pouvoir et demeure bel et bien la véritable autorité du pays. Les affaires les plus importantes de l'État semblent être étudiées par le capitaine Sanogo sans consultation du pouvoir politique en place. Certains l'accusent de violer l'ordre constitutionnel, de s’immiscer dans des affaires qui ne sont pas du domaine de sa compétence et de dérive dictatoriale. Il est investi président du « Comité militaire de suivi de la réforme des forces de défense et de sécurité » par Dioncounda Traoré, le 13 février 2013. Il reste à ce poste jusqu'au 28 août 2013.
À la suite d'une décision de la CEDEAO, il n'est plus considéré comme chef d'État intérimaire du Mali.
Quelques jours après le second tour de l'élection présidentielle de 2013, il est promu au grade de général de corps d'armée par décision du Conseil des Ministres du 14 août 2013.

### Arrestation et procès

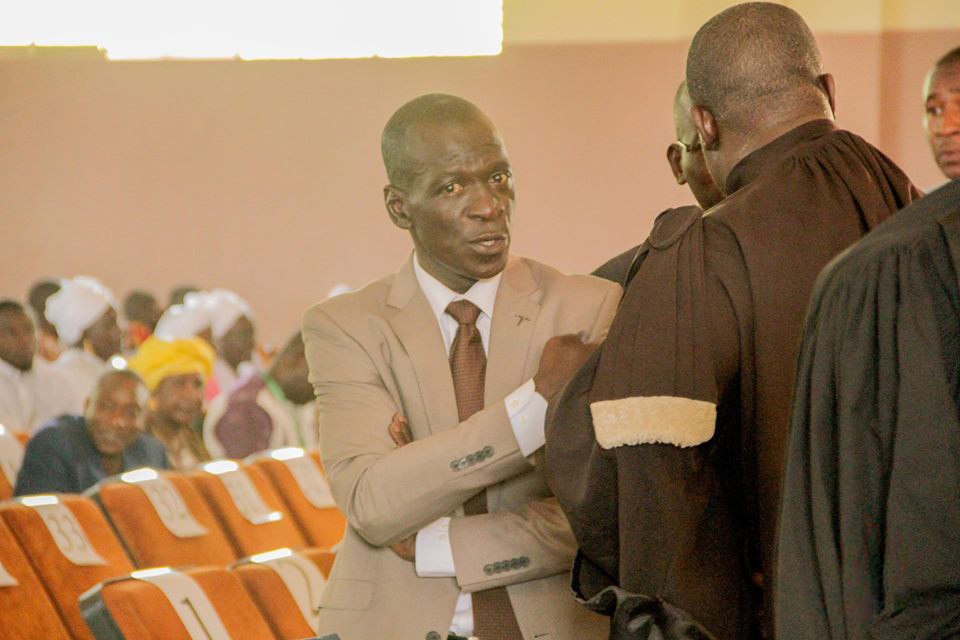
Amadou Haya Sanogo pendant son procès à Sikasso, le 1 12 2016.

Le 27 novembre 2013, il est arrêté sur ordre du tribunal par le colonel Abass Dembélé et écroué à Bamako,. Après un emprisonnement il est assigné à résidence dans une villa à 140 kilomètres au sud de Bamako dans l'attente de son procès. Celui-ci s'ouvre le 30 novembre 2016 à Sikasso. Sanogo comparaît avec 17 autres prévenus, inculpés pour l'exécution d'au moins 26 bérets rouges capturés après l'échec de leur tentative de contre-coup d'État à Kati et Soroma  en 2012,. Le procès est suspendu depuis le 8 décembre 2016 mais la libération des accusés est refusée.
Il est finalement mis en liberté provisoire le 28 janvier 2020.
Le procès d'Amadou Haya Sanogo reprend le 25 février 2021 puis est reporté au 11 mars 2021. Sanogo, avec d'autres personnes, est poursuivi pour l’assassinat en 2012 de 21 militaires retrouvés dans une fosse commune près de Bamako,.
La cour d'assise abandonne les charges le 15 mars 2021 après un accord entre l'État et les familles des victimes.